# ستم ملی (افغانستان)
ستم ملی یک جنبش و گروه سیاسی در افغانستان به رهبری طاهر بدخشی بود. این گروه وابسته به جنبش عدم متعهد بود. پیروان این جنبش، بیشتر دری‌زبان بودند. آنها عمدتاً غیر پشتون و از تاجیک، ازبک و سایر اقلیت‌ها بودند. این جنبش به‌طور کلی یک گروه جدایی‌طلب ضد پشتون و چپ‌گرا توصیف شده است.
این گروه در سال ۱۹۶۸ توسط طاهر بدخشی، یک تاجیککه قبلاً یکی از اعضای کمیته مرکزی حزب دموکراتیک خلق افغانستان بود و از این حزب جدا شده بود، تأسیس شد. این گروه مبارزه طبقاتی ستیزه‌جو و بسیج توده‌ای دهقانان تأکید می‌کرد. ستم ملی از میان تاجیک‌ها، ازبک‌ها و سایر اقلیت‌ها را از کابل و ولایات شمال شرقی به عضوگیری می‌کرد.
مسئولیت قتل آلفرد دابس سفیر آمریکا در افغانستان، در ۱۴ فوریه ۱۹۷۹ در هتل کابل، گاهی به ستم ملی نسبت داده می‌شود، اما هویت واقعی و اهداف شبه نظامیانی که دابس را ربوده‌اند، نامشخص است، برخی اتهامات مربوط به ستم ملی را «مشکوک» می‌دانند و به یک پلیس سابق کابل اشاره می‌کنند که مدعی است دست‌کم یک آدم‌ربا عضوی از جناح پرچم حزب دموکراتیک خلق افغانستان بوده است.
در دورهٔ تره کی - امین، اعضای ستم ملی به روستاهای افغانستان عقب‌نشینی کردند؛ هرچند که به عنوان یک جنبش شهری، آنها را از پایگاه قدرت خود دور کرد. در طول حکومت ۱۹۷۹–۱۹۸۶ رئیس‌جمهور کمونیست ببرک کارمل، اعضای ستم ملی به دولت نزدیک تر شدند. همچنین بشیر بغلانی یکی از رهبران ستم ملی در سال ۱۹۸۳ به دولت رفت و وزیر دادگستری شد.
از اعضای مشهور این جریان میتوان به  بصیر بدروز اشاره کرد.